# Małe Kowalciszki
Małe Kowalciszki – dawny zaścianek. Obecnie część Kowalciszek na Litwie, w okręgu wileńskim, w rejonie święciańskim, w gminie Hoduciszki.

## Historia
W czasach zaborów zaścianek w gminie Huduciszki, w powiecie święciańskim, w guberni wileńskiej Imperium Rosyjskiego. W 1905 roku liczył 62 mieszkańców, 15 dziesięcin.
W dwudziestoleciu międzywojennym zaścianek leżał w Polsce, w województwie wileńskim, w powiecie święciańskim, w gminie Hoduciszki.
W 1931 w 3 domach zamieszkiwało 14 osób.
Od 1945 roku w Litewskiej Socjalistycznej Republice Radzieckiej.
Wieś została zlikwidowana w 1975 roku.